# Ciclismo ai Giochi della XVII Olimpiade - Cronometro a squadre
La cronometro a squadre o 100 chilometri a squadre di ciclismo su strada dei Giochi della XVII Olimpiade si svolse il 26 agosto 1960 a Roma, in Italia. 
La prova ebbe inizio alle ore 9:00, in una giornata molto calda, con temperature che raggiunsero i 34 °C, e si svolse sul circuito di via Cristoforo Colombo, un tracciato su vie urbane lungo 33,33 km da ripetere tre volte. Parteciparono 32 squadre di quattro ciclisti ciascuna. La vittoria della prova andò al quartetto italiano composto da Antonio Bailetti, Ottavio Cogliati, Giacomo Fornoni e Livio Trapè, che coprì il percorso in 2h14'33" precedendo di oltre due minuti la squadra tedesca e di oltre quattro quella sovietica.
L'andamento della gara venne funestato dalla morte di un atleta in gara, evento che non accadeva ai Giochi olimpici dal 1912, quando il portoghese Francisco Lázaro morì durante la maratona. La squadra danese era a metà gara, quando uno dei ciclisti, Knud Enemark Jensen, cominciò ad avere difficoltà a tenere la ruota dei compagni di squadra e infine, dopo alcuni minuti, perse il controllo della bicicletta e crollò a terra. Portato in ospedale, morì poche ore dopo. Ufficialmente all'inizio fu ritenuto vittima di colpo di sole, anche se altre relazioni menzionarono che avesse subito una frattura del cranio nella caduta; le successive analisi scoprirono che aveva fatto utilizzo di anfetamine. La morte di Jensen, insieme a quella di Tom Simpson al Tour de France 1967, fu uno dei fattori che spinse il Comitato Olimpico Internazionale a istituire test antidoping a partire dai Giochi olimpici 1968.

## Ordine d'arrivo
| Pos.    | Nazione          | Atleti                                                                 | Tempo      |
| ------- | ---------------- | ---------------------------------------------------------------------- | ---------- |
| Oro     | Italia           | Antonio Bailetti, Ottavio Cogliati Giacomo Fornoni, Livio Trapè        | 2:14'33"53 |
| Argento | Germania         | Gustav-Adolf Schur, Egon Adler Erich Hagen, Günter Lörke               | 2:16'56"31 |
| Bronzo  | Unione Sovietica | Viktor Kapitonov, Evgenij Klevcov Jurij Melichov, Aleksej Petrov       | 2:18'41"67 |
| 4       | Paesi Bassi      | Johannes Hugens, René Lotz Ab Sluis, Lex van Kreuningen                | 2:19'15"71 |
| 5       | Svezia           | Owe Adamson, Gunnar Göransson Osvald Johansson, Gösta Pettersson       | 2:19'36"37 |
| 6       | Romania          | Ion Cosma, Gabriel Moiceanu Aurel Şelaru, Ludovic Zanoni               | 2:20'18"91 |
| 7       | Francia          | Henri Duez, François Hamon Roland Lacombe, Jacques Simon               | 2:20'36"38 |
| 8       | Spagna           | Ignacio Astigarraga, Juan Sánchez José Antonio Momeñe, Ramón Sáez      | 2:21'34"59 |
| 9       | Svizzera         | Erwin Jaisli, Roland Zöffel René Rutschmann, Hubert Bächli             | 2:22'09"63 |
| 10      | Polonia          | Bogusław Fornalczyk, Wiesław Podobas Jan Chtiej, Mieczysław Wilczewski | 2:23'44"16 |
| 11      | Stati Uniti      | Bill Freund, Michael Hiltner Wesley Chowen, Robert Tetzlaff            | 2:24'00"97 |
| 12      | Argentina        | Ricardo Senn, Gabriel Niell Federico Cortés, Pedro Simionato           | 2:24'13"47 |
| 13      | Austria          | Peter Deimböck, Fritz Inthaler Kurt Postl, Kurt Schweiger              | 2:24'33"92 |
| 14      | Gran Bretagna    | William Bradley, William Holmes James Hinds, Kenneth Laidlaw           | 2:24'59"02 |
| 15      | Jugoslavia       | Ivan Levačić, Veselin Petrović Janez Žirovnik, Nevio Valčić            | 2:25'35"15 |
| 16      | Colombia         | Rubén Darío Gómez, Roberto Buitrago Pablo Hurtado, Hernán Medina       | 2:25'39"88 |
| 17      | Bulgaria         | Boyan Kotsev, Dimitar Kotev Ognyan Toshev, Stojan Georgiev Demirev     | 2:26'20"48 |
| 18      | Belgio           | Benoni Beheyt, Willy Monty Willy Vanden Berghen, Yvan Covent           | 2:27'11"12 |
| 19      | Marocco          | Mohamed El Gourch, Gandoura Lacheb Abdallah Lahoucine, Ahmed Omar      | 2:27'41"35 |
| 20      | Finlandia        | Paul Nyman, Unto Hautalahti Raimo Honkanen, Matti Herronen             | 2:27'47"68 |
| 21      | Australia        | Warren Scarfe, Garry Jones Alan Grindal, Frank Brazier                 | 2:29'43"54 |
| 22      | Lussemburgo      | Nico Pleimling, René Andring Louis Grisius, Raymond Bley               | 2:30'36"30 |
| 23      | Venezuela        | José Ferreira, Francisco Mujica Arsenio Chirinos, Víctor Chirinos      | 2:30'52"30 |
| 24      | Messico          | Armando Martínez, Filiberto Mercado Luis Zárate                        | 2:31'39"24 |
| 25      | Portogallo       | José Pacheco, Mário Silva Francisco Valada, Ramiro Martins             | 2:33'19"61 |
| 26      | Indonesia        | Sanusi, Rusli Hamsjin Theo Polhaupessy, Hendrik Brocks                 | 2:34'29"98 |
| 27      | Tunisia          | Bechir Mardassi, Mohamed Touati Ali Ben Ali, Mohamed El-Kemissi        | 2:36'05"54 |
| 28      | Etiopia          | Guremu Demboba, Kouflu Alazar Amousse Tessema, Negousse Mengistou      | 2:38'34"08 |
| 29      | Malta            | John Bugeja, Paul Camilleri Joseph Polidano                            | 2:44'35"56 |
| 30      | Corea del Sud    | Pak Jong-Hyeon, Lee Seung-Hun No Do-Cheon, Jo Jae-Hyeon                | 2:53'09"51 |
| -       | Danimarca        | Knud Enemark Jensen, Vagn Bangsborg Niels Baunsøe, Jørgen Jørgensen    | Rit.       |
| -       | San Marino       | Salvatore Palmucci, Sante Ciacci Domenico Cecchetti, Vito Corbelli     | Rit.       |